# 神東郡
神東郡（日语：／ Jintō gun */?）是過去位於兵庫縣中部的郡，已於1896年4月1日與神西郡合併為神崎郡。
過去的範圍包括現在的姬路市東北部的一小部分地區、福崎町東半部市川以東地區、市川町東半部市川以東地區、神河町東半部地區。

## 歷史
在令制國時代屬於播磨國，最初屬於神崎郡一部分，但後來被分割為神東郡及神西郡兩郡。19世紀末江戶時代結束之際，神東郡主要屬於姬路藩，另有少部分地區為福本藩和幕府領地。
隨著1868年幕府的結束及接著實施的廢藩置縣政策，曾分別先後隸屬兵庫裁判所、兵庫縣、生野縣、姬路縣、鳥取縣，1871年全數被整併到飾磨縣內，1876年再次整併後屬於兵庫縣。
1879年實施郡區町村編制法，正式的設置了近代的行政區劃「神東郡」，但是與神西郡共同設置「神東神西郡役所」，郡役所設於神西郡屋形村（位於現在的市川町），直到1896年兩郡直接合併為神崎郡。

### 沿革

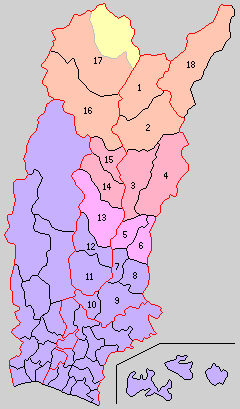
1889年神東郡轄下的行政區劃
1.大山村 2.粟賀村 3.川邊村 4.瀨加村 5.田原村 6.八千種村 7.船津村 8.山田村 9.豐富村 10.砥堀村
（紫色：現屬姬路市、桃色：現屬福崎町、紅色：現屬市川町、橙色：現屬神河町、11 - 17屬於神西郡、18屬於多可郡）

- 1889年04月1日：實施町村制，神東郡下設：大山村（日语：大山村 (兵庫県神崎郡)）、粟賀村（日语：粟賀村）、川邊村（日语：川辺村 (兵庫県)）、瀨加村（日语：瀬加村）、田原村（日语：田原村 (兵庫県)）、八千種村（日语：八千種村）、船津村（日语：船津村 (兵庫県)）、山田村（日语：山田村 (兵庫県神崎郡)）、豐富村（日语：豊富村 (兵庫県)）、砥堀村（日语：砥堀村）。（10村）
- 1896年07月1日：神郡和神西郡合併為神崎郡，同時實施郡制（日语：郡制），設立郡參事會（日语：郡参事会）。